# Sup mrchožravý

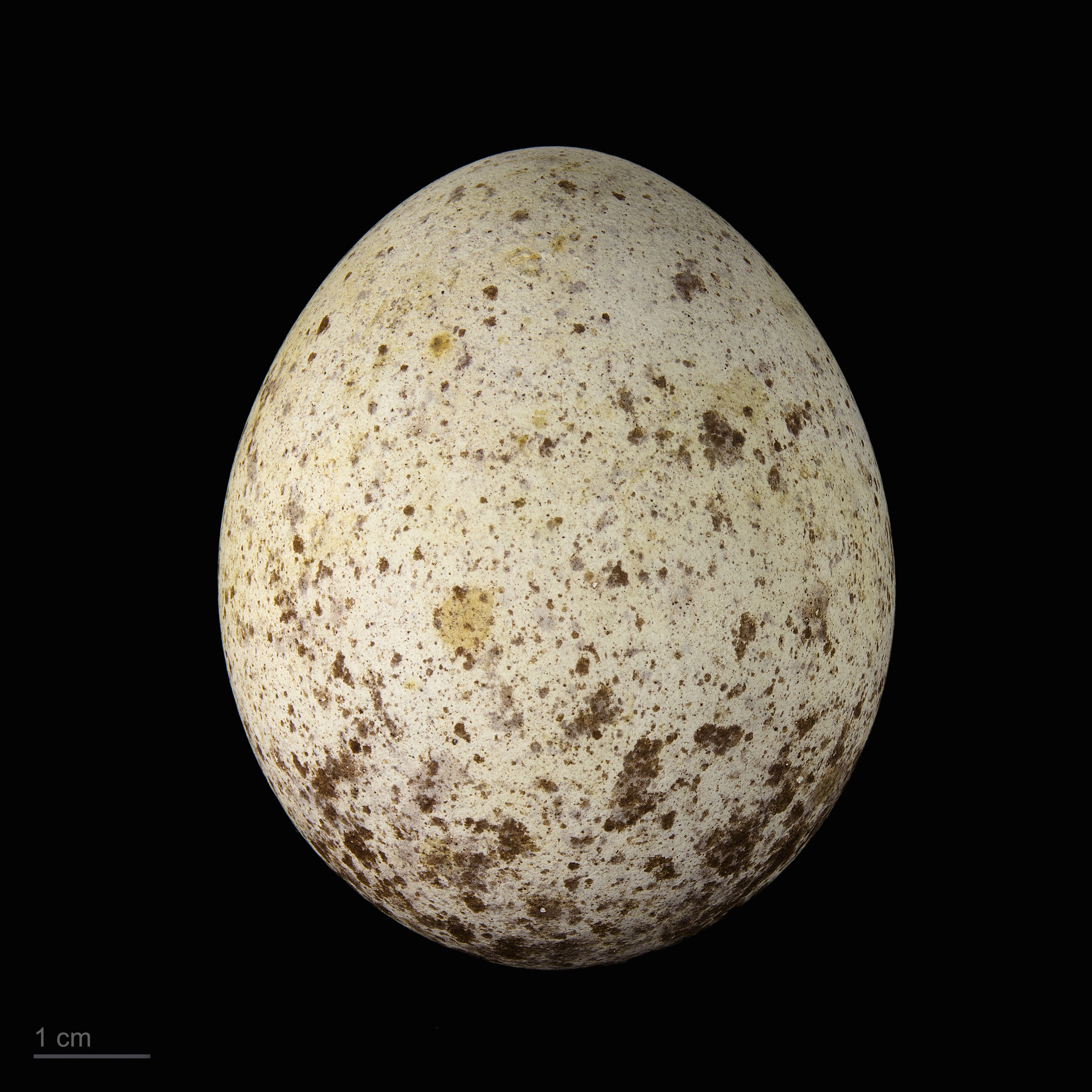
Neophron percnopterus

Sup mrchožravý (Neophron percnopterus) je nejmenší a nejohroženější evropský sup.

## Popis
- Délka těla: 60–70 cm
- Rozpětí křídel: 150 cm
- Hmotnost: 1,6–2,5 kg

Sup mrchožravý je statný pták s holou neopeřenou tváří se silným, na konci zahnutým a zašpičatělým zobákem. Dospělý pták je bílý nebo šedý s černými letkami. Samec i samice jsou zbarveny podobně, mláďata jsou černá až hnědá.

## Rozšíření a stanoviště
Vyskytuje se především v severní Africe, jižní Evropě a Malé Asii. Preferuje otevřenou krajinu, holé horské svahy či říční údolí sevřená skalami v blízkosti lidských sídlišť. V České republice bývá zastižen zcela vzácně.
V jižní Evropě je to převážně tažný pták, zimující v Africe jižně od Sahary.

## Chování
Požírá menší mršiny, ale někdy dá přednost i ulovené potravě (kobylky, menší hlodavci). Patří k několika známým druhům živočichů, kteří při získávání obživy využívají nástroje – konkrétně bylo zaznamenáno rozbíjení pštrosích vajec kamenem, pouštěným ze zobáku.
Hnízdí většinou v koloniích. Páry žijí v dlouhodobém svazku a používají ke hnízdění po mnoho let stejné místo. Na tomto místě pak hromadí zbytky potravy, kosti, kožešiny, větve nebo kusy vlny. Během března snáší zpravidla 2 vejce. Doba sezení je 42 dní. Pohlavní dospělosti mláďata dosahují ve stáří 5 let.

## Význam
Sup mrchožravý byl ve starověkém Egyptě vysoce uctíván a představoval bohyni Nechbet, ochránkyni faraonů a sestru bohyně Eset. Společně s kobrou egyptskou byl zvířecím ochráncem a symbolem faraonovy moci. Jeho zpodobnění bylo součástí pokrývky hlavy egyptských královen, např. Kleopatry VII. Proto bývá označován také jako Faraónova slepice.

## Ochrana
Jelikož patří sup mrchožravý mezi nejohroženější druhy ptáků, snaží se zoologické zahrady a ochranářské organizace pracovat na reintrodukčních programech, a navracet tak zvířata odchovaná v zoo do volné přírody. 

## Chov v zoo
Sup mrchožravý je v současnosti (2018) v Česku chován v pěti zoologických zahradách. Jedná se o:
- Zoo Hluboká
- Zoo Liberec
- Zoo Ostrava
- Zoo Praha
- Zoo Zlín

Mezi Zoo Praha a Zoo Zlín existuje dlouhodobá spolupráce, při níž jde o přirozený odchov mláděte pěstouny v partnerské zoo a jeho následné vypuštění do volné přírody. K takovéto chovatelské výměně došlo v letech 2012, 2014 i 2018.
V minulosti patřily k chovatelům tohoto vzácného opeřence také zoo v Děčíně, Dvoře Králové, Olomouci, Plzni a Ústí nad Labem.
Podle evropské plemenné knihy bylo v Evropě k 4. únoru 2015 chováno celkem 275 jedinců tohoto druhu.

### Chov v Zoo Praha
Zoo Praha je nejúspěšnějším chovatelem na světě a spravuje evropskou plemennou knihu (ESB) a koordinuje evropský záchovný program (EEP). Zároveň se podílí na ochranářských projektech na Balkánském poloostrově i v Itálii. Ke konci roku 2018 bylo chováno 10 jedinců. O rok později se jednalo o 13 zvířat.